# گابینو کوریا پنیالوسا
گابینو کوریا پنیالوسا (اسپانیایی: Gabino Coria Peñaloza‎؛ ۱۹ فوریه ۱۸۸۱ – ۳۱ اکتبر ۱۹۷۵) شاعر، نویسنده، ترانه‌سرا و روزنامه‌نگار اهل آرژانتین بود.